# Andréi Arbúzov
Andréi Alexándrovich Arbúzov (en ruso: Андрей Александрович Арбузов; Divnogorsk, URSS, 29 de octubre de 1989) es un deportista ruso que compitió en natación y natación con aletas.
Ganó una medalla de oro en el Campeonato Europeo de Natación en Piscina Corta de 2015, en la prueba de 4 × 50 m libre. Además, en natación con aletas consiguió una medalla de oro en los Juegos Mundiales de 2017.

## Palmarés internacional
| Campeonato Europeo en Piscina Corta | Campeonato Europeo en Piscina Corta | Campeonato Europeo en Piscina Corta | Campeonato Europeo en Piscina Corta |
| Año                                 | Lugar                               | Medalla                             | Prueba                              |
| ----------------------------------- | ----------------------------------- | ----------------------------------- | ----------------------------------- |
| 2015                                | Netanya (Israel)                    | Medalla de oro                      | 4 × 50 m libre                      |